# Liste des circuits du championnat du monde d'endurance FIA
Le championnat du monde d'endurance FIA ou WEC, discipline reine de l'endurance automobile se dispute depuis 2012 sur un minimum de six épreuves et un maximum de neuf à travers le monde, dont les 24 Heures du Mans, sur plusieurs circuits différents selon les années.

## Circuits du Championnat du monde
Cette liste recense les circuits accueillant ou ayant accueilli une manche du championnat du monde. Les circuits utilisés pour le championnat 2021 sont en fond orange :
| Circuit               | Lieu        | Épreuves                                                               | Saisons            | Total | Carte |
| --------------------- | ----------- | ---------------------------------------------------------------------- | ------------------ | ----- | ----- |
| Circuit des Amériques | États-Unis  | 6 Heures du Circuit des Amériques (2013–2017) Lone Star Le Mans (2020) | 2013–2017 2019-20  | 6     |       |
| Fuji                  | Japon       | 6 Heures de Fuji                                                       | 2012–              | 9     |       |
| Interlagos            | Brésil      | 6 Heures de São Paulo                                                  | 2012–2014          | 3     |       |
| Le Mans               | France      | 24 Heures du Mans                                                      | 2012–              | 10    |       |
| Mexico                | Mexique     | 6 Heures de Mexico                                                     | 2016–2017          | 2     |       |
| Monza                 | Italie      | 6 Heures de Monza                                                      | 2021               | 1     |       |
| Nürburgring           | Allemagne   | 6 Heures du Nürburgring                                                | 2015–2017          | 3     |       |
| Portimão              | Portugal    | 8 Heures de Portimão                                                   | 2021               | 1     |       |
| Sakhir                | Bahreïn     | 6 Heures de Bahreïn (2012–2017) 8 Heures de Bahreïn                    | 2012–2017 2019-20– | 9     |       |
| Sebring               | États-Unis  | 12 Heures de Sebring (2012) 1 000 Miles de Sebring (2019)              | 2012 2018-19       | 2     |       |
| Shanghai              | Chine       | 6 Heures de Shanghai (2012–2018) 4 Heures de Shanghai (2019)           | 2012–2019-20       | 8     |       |
| Silverstone           | Royaume-Uni | 6 Heures de Silverstone (2012–2018) 4 Heures de Silverstone (2019)     | 2012–2019-20       | 8     |       |
| Spa-Francorchamps     | Belgique    | 6 Heures de Spa-Francorchamps                                          | 2012–              | 10    |       |